# Stenoluperus cyaneus
Stenoluperus cyaneus is een keversoort uit de familie bladkevers (Chrysomelidae). De wetenschappelijke naam van de soort werd in 1874 gepubliceerd door Joseph Sugar Baly.